# Sonate K. 244
Pour la sonate de Mozart, voir Sonate d'église no 10 de Mozart.
La sonate K. 244 (F.192/L.348) en si majeur est une œuvre pour clavier du compositeur italien Domenico Scarlatti.

## Présentation
La sonate K. 244, notée Allegro, forme une paire de l'inhabituelle tonalité de si majeur (quatre sonates dans le corpus), avec la sonate suivante. C'est l'occasion pour Scarlatti de parcourir l'univers tonal et de signer rythmiquement avec :
qui se retrouve dans de nombreuses sonates.

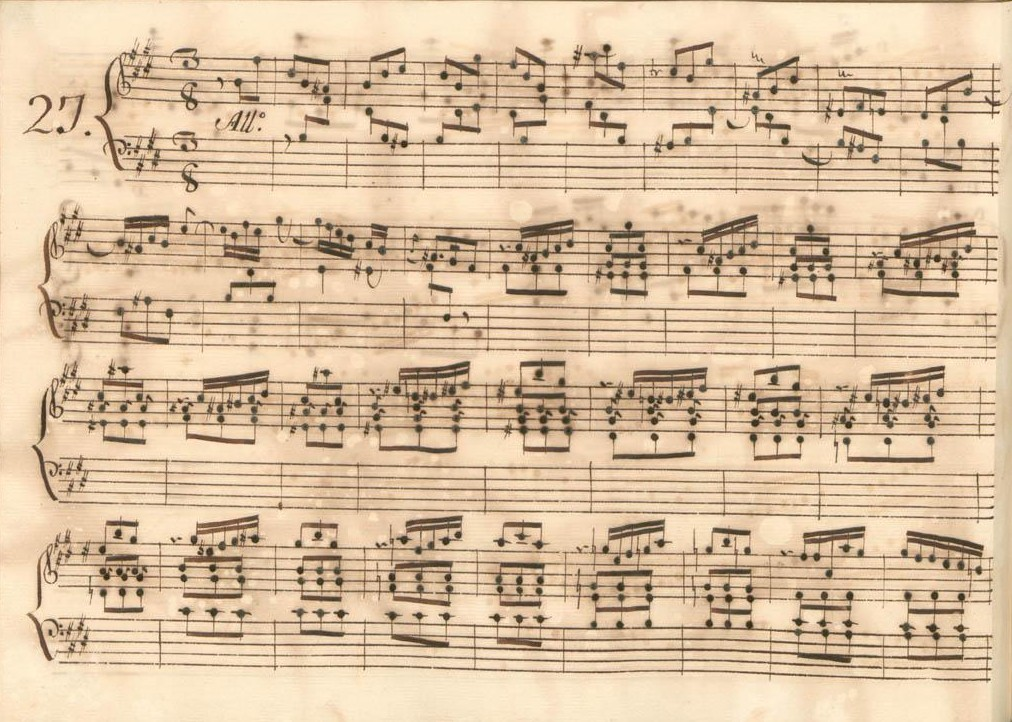
Début de la sonate, extraite du volume V du manuscrit de Parme.

## Manuscrits
Le manuscrit principal est le numéro 9 du volume IV de Venise (1752), copié pour Maria Barbara ; les autres sources manuscrites sont Parme V 27, Münster II 17, Vienne G 33.

## Interprètes
La sonate K. 244 est interprétée au piano notamment par Goran Filipec (2017, Naxos, vol. 19), Carlo Grante (2009, Music & Arts, vol. 2) et Alice Ader (2010, Fuga libera) ; au clavecin, elle est enregistrée par Zuzana Růžičková (1965, Supraphon), Scott Ross (1985, Erato), Virginia Black (1986, EMI), Richard Lester (2002, Nimbus, vol. 2), Pieter-Jan Belder (Brilliant Classics, vol. 6) et Francesco Corti (nl) (2024, Arcana).

## Sources
: document utilisé comme source pour la rédaction de cet article.
- Ralph Kirkpatrick (trad. de l'anglais par Dennis Collins), Domenico Scarlatti, Paris, Lattès, coll. « Musique et Musiciens », 1982 (1re éd. 1953 (en)), 493 p. (OCLC 954954205, BNF 34689181).
- Alain de Chambure, « Domenico Scarlatti : Intégrale des sonates — Scott Ross », p. 208, Erato (2564-62092-2), 1985 (OCLC 891183737) .